# UTC-8:30
UTC-8:30とは、協定世界時(UTC)を8時間30分遅らせた標準時である。
現在採用している国・地域はない。

## 歴史
イギリス海外領土のピトケアン諸島において1998年4月26日まで用いられた。4月27日から UTC-8 に変更された。